# Стефан Черкезов
Стефан Черкезов е български лекар от черкезки произход, който жертва живота си, за да спаси бедстващи хора от горящ автобус. Той е от черкезкия род, известен като „Tӏэшъу (Тешев)“.

## Биография
Роден е на 26 април 1937 г. в село Виноград, Община Стражица. От 1 януари 1963 г. работи като участъков лекар в село Стрелец.
Със съпругата си Лидия имат дъщеря, която също е лекар.
На 15 август 1963 г. става тежка катастрофа между Велико Търново и Горна Оряховица. Автобус пълен с хора се удря в камион и избухва пожар. Доктор Черкезов спасява 47 души от горящия автобус. На следващия ден почива поради тежките изгаряния, които е получил. По негови думи, цитирани от съпругата му „Средствата, които баща му е вложил да стане лекар, не са били напразно“.

## Памет
От 2005 г. в негова чест 15 август е обявен за Ден на спасението в България. Отдава се почит на всички лекари, починали при изпълнение на своя дълг и на пострадалите при всички професии.
Неговото име носят Многопрофилната болница за активно лечение във Велико Търново, улицата във Виноград, на която се намира родната му къща, здравната служба в селото, а на лицевата ѝ страна е поставена паметна плоча. На доктор Стефан Черкезов е наречена и улица в квартал „Люлин“ в София (Карта).